# Masikia indistincta
Masikia indistincta är en spindelart som först beskrevs av Kulczynski 1908.  Masikia indistincta ingår i släktet Masikia och familjen täckvävarspindlar. Inga underarter finns listade i Catalogue of Life.